# Gegant gasós
Un gegant gasós és un planeta de grans dimensions que no està compost en gran part per roca o alguna altra matèria sòlida. Els gegants gasosos poden tenir, tanmateix, un nucli rocós o metàl·lic –de fet, se suposa que un nucli així és necessari per a la formació d'un gegant gasós–, però la majoria de la seva massa es troba en forma de gas (o gas comprimit en líquid). A diferència dels planetes tel·lúrics, els gegants gasosos no tenen una superfície clarament delimitada. Termes com diàmetre, àrea de superfície, volum, temperatura a la superfície o densitat a la superfície poden referir-se a la capa exterior més visible.
Hi ha quatre gegants gasosos al sistema solar: Júpiter, Saturn, Urà i Neptú. També se'ls coneix com a planetes jovians.
En el passat, Urà i Neptú han estat considerats per científics com una subclasse diferenciada dels planetes gegants, els gegants de glaç, a causa de la seva estructura, composta majoritàriament de glaç i de roca a més de gas, cosa que els diferencia dels gegants gasosos "tradicionals" com Júpiter o Saturn. Això és perquè llur proporció d'hidrogen i heli és molt menor a la dels altres, principalment per la seva major distància al Sol.

## Terminologia
El terme va ser encunyat per l'escriptor de ciència-ficció James Blish. De fet, és un nom errat, ja que tots aquests planetes són més líquids que gasosos. De fet, a Neptú i Urà, les atmosferes gasoses són bastant minses en comparació amb el radi del planeta –i arriben només a un 1% de la distància fins al centre. Nogensmenys, almenys a Júpiter i Saturn, es pot argumentar la validesa del nom perquè estan composts majoritàriament per hidrogen i heli, que són gasos quan no es troben sota pressió.
Els científics planetaris utilitzen sovint "roca", "gas" i "glaç" com generalitzacions dels tipus d'elements i compostos que es troben com a constituents planetaris, sense importar en quin estat es trobin. A l'exterior del sistema solar, l'hidrogen i l'heli són "gasos"; l'aigua, el metà i l'amoníac són "glaços", i els silicats són "roca". Quan es considera l'interior profund d'un planeta, es pot dir que els astrònoms volen dir oxigen i carboni quan parlen de "glaç", quan es refereixen a "roca" volen dir "silici", i quan diuen "gas" volen dir hidrogen i heli.
El terme alternatiu "planeta jovià" es refereix al deu romà Júpiter (Iovis en llatí), i volia dir que tots aquests planetes eren similars a Júpiter. Tanmateix, les moltes maneres en què Urà i Neptú són diferents de Júpiter i Saturn han portat a alguns a opinar que aquest terme només es pot aplicar a aquests últims.
Tenint present aquesta terminologia, alguns astrònoms han començat a parlar d'Urà i Neptú com a "planetes uranians" o "gegants de glaç", per indicar el domini aparent dels "glaços" (en estat líquid) en la seva composició interior.

## Estructura comuna
Els quatre gegants gasosos del sistema solar comparteixen diversos trets. Tots contenen atmosferes compostes en gran part d'hidrogen i heli, i que es mesclen amb l'interior líquid a pressions més altes que la pressió crítica, de manera que no hi ha un límit clar entre atmosfera i cos. Tenen interiors molt calents, d'entre uns 5.000 K per a Neptú fins a uns 20.000 K per a Júpiter. Aquesta intensa calor significa que, a sota de les seves atmosferes, els planetes són quasi totalment líquids. Quan hom parla d'un "nucli rocós", no s'ha d'imaginar una esfera de granit sòlid, ni tan sols líquid, sinó més aviat una regió en què la concentració d'elements més pesants com el ferro o el silici és més alta que a la resta del planeta.
Els quatre planetes giren relativament de pressa, cosa que fa que els patrons dels vents es trenquin en barres est-oest. Aquestes barres són evidents a Júpiter, menors a Saturn i Neptú, i quasi indetectables a Urà.
Finalment, tots quatre estan acompanyats per complexos sistemes d'anells planetaris i llunes. Els anells de Saturn són els més espectaculars, o els únics coneguts abans dels anys 70. Es pensa que Júpiter és el que més llunes té, al voltant de seixanta.

## Classificació
Teòricament, els gegants gasosos poden dividir-se en cinc classes distintes segons les seves propietats físiques atmosfèriques modelades i, per tant, el seu aspecte: núvols d'amoníac (classe I), núvols d'aigua (classe II), núvols sense núvols (classe III), núvols de metalls alcalins (classe IV) i núvols de silicats (classe V). Júpiter i Saturn són de classe I. Els Júpiters calents són de classe IV o V.

## Desenvolupament amb les estrelles
En 2007, els astrònoms que van usar el Telescopi Espacial Spitzer de la NASA van trobar evidència que mostrava que els planetes gegants gasosos es formen ràpidament, dins dels primers deu milions d'anys de vida d'una estrella similar al Sol.
Els gegants gasosos podrien començar en el disc d'enderrocs ric en gas que envolta a una estrella jove. Un nucli produït per les col·lisions entre asteroides i cometes proporciona una llavor, i quan aquest nucli aconsegueix la massa suficient, la seva atracció gravitacional atreu ràpidament el gas del disc per a formar el planeta.
Utilitzant Spitzer i telescopis terrestres, els científics van buscar rastres de gas al voltant de 15 estrelles diferents similars al Sol, la majoria amb edats que oscil·len entre els tres i els trenta milions d'anys. Amb l'ajuda de l'instrument espectròmetre infraroig de Spitzer, van poder buscar gas relativament càlid a les regions internes d'aquests sistemes estel·lars, una àrea comparable a la zona entre la Terra i Júpiter en el nostre propi sistema solar. També van utilitzar radiotelescopis terrestres per a buscar gas més fred a les regions exteriors d'aquests sistemes, una àrea comparable a la zona al voltant de Saturn i més enllà.
Totes les estrelles de l'estudi, incloses aquelles d'uns pocs milions d'anys, tenen menys del 10% de la massa de Júpiter (MJ) en forma de gas girant al seu voltant. Això indica que els planetes gegants gasosos com Júpiter i Saturn ja es van formar en aquests joves sistemes planetaris, o mai ho faran.

## Júpiter i Saturn
Júpiter i Saturn estan compostos quasi exclusivament d'hidrogen i heli, i són tan grans que això és cert per bé que es creu que ambdós contenent diverses vegades la massa de la Terra en elements més pesants. Els seus profunds interiors consisteixen en hidrogen metàl·lic en estat líquid, una forma d'hidrogen que es caracteritza pel fet que és conductor de l'electricitat. Ambdós planetes tenen camps magnètics orientats bastant a prop dels seus eixos de rotació.

## Urà i Neptú
Urà i Neptú tenen una composició interior diferent, de manera que es creu que gran part dels seus interiors consisteixen en una mescla de roca, aigua, metà i amoníac. Ambdós tenen camps magnètics molt inclinats respecte als seus eixos de rotació.

## Gegants gasosos extrasolars
A causa de les tècniques existents per a detectar planetes extrasolars, tots els que s'ha trobat fins ara són d'una escala comparable a la dels gegants gasosos del sistema solar. El més petit que s'ha trobat és d'una massa similar a la de Neptú, i molts d'aquests tenen una massa diverses vegades superior a la de Júpiter. Molts dels planetes extrasolars estan molt més a prop de les seves estrelles respectives i, per tant, són molt més calents que els gegants gasosos del sistema solar, fent que sigui possible que alguns d'aquests planetes siguin d'un tipus que no es troba en el nostre sistema solar. Considerant l'abundància relativa dels elements dins l'univers (aproximadament un 90% hidrogen), seria molt sorprenent trobar un planeta majoritàriament rocós d'unes dimensions superiors a les de Júpiter. D'altra banda, els models anteriors de formació de sistemes planetaris suggereixen que no es podrien formar gegants gasosos tan a prop dels seus estels com ho estan molts dels planetes observats fins ara.

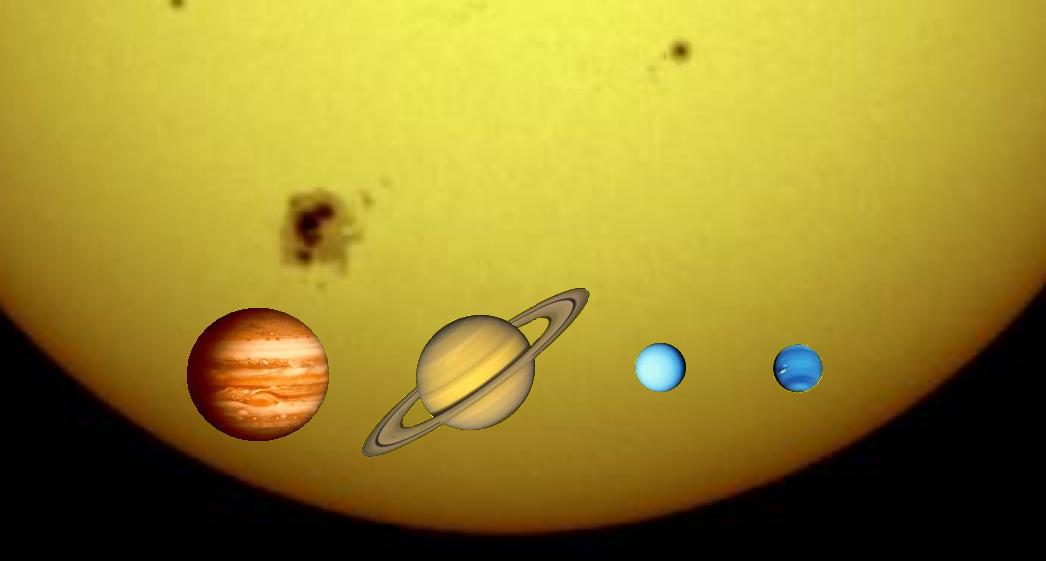
Els gegants gasosos del sistema solar en contrast amb una part del Sol, a escala

El límit superior de massa d'un gegant gasós és aproximadament 70 vegades la de Júpiter (unes 0,08 vegades la massa del Sol). Per sobre d'aquest punt, la intensa calor i pressió al nucli del planeta comencen a provocar una fusió nuclear i el planeta s'encén i esdevé una nana vermella. Tanmateix, sembla que hi ha un buit de massa entre el gegant gasós més gran trobat (10 vegades la massa de Júpiter) i els nans vermells més lleugers. Això ha portat alguns a suggerir que la formació de planetes i la d'estels binaris són fonamentalment diferents.

### Gegants de gas fred
Un gegant gasós fred ric en hidrogen més massiu que Júpiter, però menys d'aproximadament 500 MTerra (1.6 MJ) només serà una mica més gran en volum que Júpiter. Per a masses superiors a 500 MTerra, la gravetat farà que el planeta s'encongeixi (vegeu matèria degenerada).
L'escalfament Kelvin–Helmholtz pot fer que un gegant gasós irradiï més energia que la que rep de la seva estrella associada.

### Nanes gasoses
Encara que les paraules «gas» i «gegant» sovint es combinen, els planetes d'hidrogen no tenen per què ser tan grans com els familiars gegants gasosos del sistema solar. No obstant això, els planetes gasosos més petits i els planetes més pròxims a la seva estrella perdran massa atmosfèrica més ràpidament a través de la fuita hidrodinàmica que els planetes més grans i els planetes més allunyats.
Un nan gasós podria definir-se com un planeta amb un nucli rocós que ha acumulat una gruixuda capa d'hidrogen, heli i altres volàtils, donant com a resultat un radi total d'entre 1,7 i 3,9 radis terrestres.
El planeta extrasolar més petit que es coneix que probablement és un «planeta gasós» és Kepler-138d, el qual compta amb la mateixa massa que la Terra, però és un 60% més gran i, per tant, posseeix una densitat que és indicador d'una coberta de gas.
Un planeta gasós de massa petita pot fins i tot tenir un radi que s'aproxima al d'un gegant gasós si compta amb la temperatura apropiada.

## Precipitacions i fenòmens meteorològics

### Meteorologia joviana
La calor canalitzada cap amunt per les tempestes locals és un dels principals impulsors del clima en els gegants gasosos. Gran part, si no tot, la calor profunda que escapa de l'interior flueix cap amunt a través d'imponents tempestes elèctriques. Aquestes pertorbacions es converteixen en petits remolins que acaben formant tempestes com la Gran Taca Vermella de Júpiter. En la Terra i Júpiter, els llamps i el cicle hidrològic estan íntimament relacionats per a crear intenses tempestes elèctriques. Durant una tempesta elèctrica terrestre, la condensació allibera calor que empeny l'aire ascendent cap amunt. Aquest motor de «convecció humida» pot segregar càrregues elèctriques en diferents parts d'un núvol; la reunió d'aquestes càrregues és el llamp. Per tant, podem utilitzar els llampecs perquè ens indiquin on s'està produint la convecció. Encara que Júpiter no té oceà ni sòl humit, la convecció humida sembla funcionar de manera similar en comparació amb la Terra.